# Андреев, Лев Александрович
Лев Алекса́ндрович Андре́ев (1 мая 1928—10 ноября 2005) — передовик советской электронной промышленности, фрезеровщик завода «Компонент» Министерства электронной промышленности СССР, гор. Зеленоград, Герой Социалистического Труда (1971).

## Биография
Родился в 1928 году.
Работать устроился в 1942 году в должности ремонтного рабочего на железой дороги в Шаховском районе Московской области. Одновременно учился в вечерней школе. С 1946 года работал на заводах в Москве. В 1950 призван в ряды Советской Армии, отслужил три года.
После демобилизации в 1953 году вновь работал на предприятиях города Москвы. С 1963 по 1997 года фрезеровщик 6-го разряда на заводе «Компонент» Министерства электронной промышленности СССР (ныне ОАО "Завод"Компонент") в городе Зеленограде.
Работая на заводе имел личное клеймо, осуществлял программу наставничества передавая свой опыт молодым сотрудникам. За высокие производственные показатели было присвоено звание "Ударник коммунистического труда".
Указом Президиума Верховного Совета СССР от 26 апреля 1971 года за выдающиеся заслуги по выполнению пятилетнего плана Льву Александровичу Андрееву было присвоено звание Героя Социалистического Труда с вручением ордена Ленина и медали «Серп и Молот».
Избирался депутатом Зеленоградского городского совета депутатов.
С 1997 года на пенсии. Проживал в Москве. Умер 10 ноября 2005 года. Похоронен на Зеленоградском кладбище Москвы.

## Награды
- золотая звезда «Серп и Молот» (26.04.1971)
- орден Ленина (26.04.1971)
- орден Октябрьской Революции (08.06.1977)
- другие медали.